# Diego González Polanco
Diego González Polanco (Chiclana de la Frontera, Cadis, Andalusia, 28 de gener de 1995) és un futbolista andalús que juga com a defensa.

## Trajectòria

### Clubs
Format en les categories inferiors del Cadis Club de Futbol, va debutar el 2012 amb el primer equip sent un dels jugadors més prometedors del planter cadista.
En 2015 el Cadis CF el va cedir al Granada CF B perquè agafés experiència en la Segona Divisió B.
La temporada 2015-16 el Sevilla FC s'hi vafixar i el va fitxar per al planter sevillista arribant a debutar amb el primer equip aquesta mateixa temporada. Un any després del seu fitxatge va aconseguir l'ascens amb el Sevilla Atlètic a Segona Divisió.
El 17 d'agost de 2016 Jorge Sampaoli el va alinear com a titular amb el Sevilla FC per disputar el partit de tornada de la Supercopa d'Espanya contra el FC Barcelona i aquella mateixa setmana va debutar en la temporada 2016-17 de la primera divisió contra el RCD Espanyol sortint des de la banqueta. Va debutar en el partit d'anada dels setzens de la Copa del Rei com a titular contra la SD Formentera.
L'estiu de 2017 va signar pel Màlaga CF de la Primera Divisió espanyola a canvi de 2 milions d'euros. En el club malagueny jugaria 72 partits durant tres temporades, sent acomiadat al setembre de 2020.
El 9 d'octubre de 2020, després de quedar lliure, va signar per dues temporades per l'Elx CF de la primera divisió. El 7 de juliol de 2024 va signar un contracte d'un any amb l'Albacete de segona divisió, però va cancel·lar el seu vincle el 31 de desembre, després de només cinc partits.

### Internacional

#### Selecció sub-21
El 26 d'agost de 2016 Albert Celades el va convocar per jugar amb la selecció sub-21 d'Espanya pels partits contra San Marino i Suècia els dies 1 i 5 de setembre respectivament. Va marcar el seu primer gol amb Espanya sub-21 el dia del seu debut contra San Marino. Va ser convocat de nou per l'Eurocopa Sub-21 de 2017 en substitució de Yeray Álvarez després de la recaiguda d'aquest per càncer. Amb la selecció espanyola sub-21 va tenir participació en quatre compromisos i va marcar una diana en la seva estrena.